# Elli Barczatis
Elli Helene Barczatis (* 7. Januar 1912 in Berlin; † 23. November 1955 in Dresden) war eine deutsche Stenotypistin und Sekretärin. Von April 1950 bis Januar 1953 war sie Chefsekretärin des DDR-Ministerpräsidenten Otto Grotewohl. Wegen Spionagetätigkeit wurde sie 1955 zusammen mit ihrem Geliebten Karl Laurenz hingerichtet.

## Leben
Elli Barczatis wurde 1912 als Tochter eines Schneidermeisters in Berlin geboren. Von 1918 bis 1926 besuchte sie zunächst die Volksschule in Berlin und absolvierte anschließend bis 1928 eine Ausbildung zur Kauffrau beim Banzhaf-Verlag. Anschließend arbeitete sie bis 1929 als Stenotypistin bei der Buchhandlung Karl Block in Berlin. Sie trat 1929 dem Gewerkschaftsbund der Angestellten bei und erwarb bis 1933 in Abendkursen die Obersekundareife. Anschließend arbeitete sie bis 1945 als Stenotypistin bei der Deutschen Arbeitsfront, dem Reichsbund der Metallwarenindustrie, dem Deutschen Institut für Jugendhilfe, dem Ostelbischen Braunkohlen-Syndikat sowie dem Luftschutzbund.
Nach dem Krieg trat sie 1945 dem FDGB und 1946 der SED bei. Ferner war Barczatis Mitglied der Gesellschaft für Deutsch-Sowjetische Freundschaft und des Demokratischen Frauenbundes Deutschlands. Sie arbeitete als Stenotypistin und Sekretärin für verschiedene Firmen, ehe sie im Januar 1946 als Sekretärin von Gustav Sobottka, dem Präsidenten der Zentralverwaltung der Brennstoffindustrie (umgangssprachlich „Kohle“ genannt), eingestellt wurde. Dort lernte sie ihren späteren Liebhaber Karl Laurenz kennen. Am 4. April 1950 wechselte Barczatis als Chefsekretärin zum DDR-Ministerpräsidenten Otto Grotewohl und besuchte 1951 die Kreisparteischule. Im Januar 1953 legte sie die Tätigkeit beim Ministerpräsidenten nieder und besuchte einen Qualifizierungslehrgang der Verwaltungsakademie „Walter Ulbricht“. Ab Juni 1953 bis zu ihrer Verhaftung im März 1955 arbeitete sie als Hauptsachbearbeiterin und Referentin im Referat Wirtschaft erneut beim Ministerpräsidenten der DDR. Sie wohnte mit ihrer Mutter und ihrer Schwester Herta in der Rudower Straße 52 (Berlin-Köpenick). Mit Laurenz traf sie sich aufgrund ihrer Wohnverhältnisse in der Wohnung einer Bekannten in Oberschöneweide.

### Spionageverdacht
Am 26. Juni 1951 eröffnete das Ministerium für Staatssicherheit (MfS) den Gruppenvorgang „Sylvester“ gegen Elli Barczatis und Karl Laurenz. Beide standen fortan unter strenger Beobachtung durch das MfS. Ausgangspunkt war ein von der ehemaligen Kollegin Johanna Lexow bei der Zentralverwaltung der Brennstoffindustrie angezeigter Verdacht, Elli Barczatis habe sich am 20. Dezember 1950 zwischen 15.30 und 18.00 in der Konditorei der HO-Gaststätte Leipziger-, Ecke Friedrichstraße konspirativ mit einem bei der „Kohle“ in Ungnade gefallenen und als Frauenheld bekannten Mann namens Karl Laurenz getroffen und dabei mit Akten hantiert. Lexow fand an diesem Vorgang vor allem irritierend, dass sich Laurenz nicht mit seiner bisherigen Freundin aus der „Verwaltung Kohle“, Gertrud Rettschlag, traf, sondern mit einer neuen, die zudem in der „Kohle“ weit oben tätig gewesen war. Sie zeigte dies einige Tage später in ihrer Dienststelle an, von wo die Information zur Staatssicherheit gelangte. Die Stasi führte Johanna Lexow fortan unter dem Decknamen „Grünspan“.

### Die Affäre mit Karl Laurenz
Karl Laurenz war seit Ende 1949 der Geliebte von Elli Barczatis. 1950 schloss ihn die SED wegen „parteischädigenden Verhaltens“ aus, 1951 saß er wegen „Gefangenenbegünstigung“ in Haft und war anschließend als Journalist und Übersetzer tätig. Seit spätestens 1952 arbeitete er auch mit der Organisation Gehlen, dem Vorgänger des Bundesnachrichtendienstes,  zusammen. Elli Barczatis, die als Vertraute Otto Grotewohls Zugang zu Geheimdokumenten besaß, gab diese an Laurenz weiter, in dem Glauben, Laurenz benötige sie für seine journalistische Arbeit.
Laurenz traf sich regelmäßig, gelegentlich auch zusammen mit Elli Barczatis, im Westsektor Berlins mit dem Gehlen-Kontaktmann Clemens Laby, wobei Barczatis Laby persönlich begegnete, aber angeblich über dessen Agententätigkeit nichts wusste. Beim bundesdeutschen Geheimdienst lief der Vorgang unter dem Decknamen „Gänseblümchen“. Für die Nachrichtenübermittlung erhielt Laurenz im Laufe der Jahre mehrere tausend Mark und machte seiner Geliebten davon kleinere und größere Geschenke, von Schokolade bis zum Rundfunkempfänger.

### Schleppende Ermittlungen
Die Ermittlungen waren bereits im Januar 1951 angelaufen, lieferten aber bis Ende 1954 kaum brauchbare Ergebnisse. Häufig verlor sich bei Beschattungen die Spur, weil Elli Barczatis die S-Bahn in den Westsektor Berlins nahm. Auch die Telefonüberwachung und das Abfangen von Briefen lieferten keinerlei Beweise für eine Agententätigkeit. Die Überführung gelang mit Dokumenten, die ein MfS-Mitarbeiter präpariert hatte und die Barczatis unerlaubt aus dem Panzerschrank des Ministers entnahm. Sie gab später zu, dass sie die Dokumente mit nach Hause genommen hatte, um sie Laurenz zu zeigen, der Sachverhalt konnte ihr jedoch nie nachgewiesen werden.

### Festnahme
Die ursprünglich für den 8. Dezember 1954 geplante Festnahme wurde verschoben. Am 4. März 1955 wurden Elli Barczatis beim Verlassen des Ministeriums und Karl Laurenz beim Verlassen seines Hauses verhaftet und zur Volkspolizei-Inspektion Berlin-Lichtenberg gebracht. Es folgte eine halbjährige Untersuchungshaft in Berlin-Hohenschönhausen. Dort wurden Laurenz von Leutnant Gerhard Niebling und Barczatis anfangs von Unterleutnant Karli Coburger und ab dem 23. März 1955 von Niebling vernommen. Laurenz – zunächst geständig – verweigerte später die Aussage und verglich die Staatssicherheit mit dem nationalsozialistischen Sicherheitsdienst und der Gestapo, bis die stundenlangen Nachtverhöre gegen ihn eingestellt wurden. Obwohl die Stasi die beiden gegeneinander ausspielte, versuchte Laurenz, seine Geliebte zu entlasten, allerdings vergebens. Barczatis brach nach mehreren stundenlangen Verhören zusammen, war voll geständig und zeigte Reue.

### Prozess und Hinrichtung
Am 17. Juni 1955 wurden die Untersuchungen mit der Empfehlung abgeschlossen, die Hauptverhandlung unter Ausschluss der Öffentlichkeit durchzuführen. Diese fand an einem einzigen Tag, dem 23. September 1955, in Berlin-Mitte vor dem 1. Strafsenat unter Vorsitz des Richters Walter Ziegler statt. Weder Barczatis noch Laurenz hatten einen Verteidiger. Neben den Angeklagten, dem Gericht und dem Staatsanwalt saßen nur MfS-Offiziere im Gerichtssaal. Der Prozess soll 14 Stunden gedauert haben, ca. 320 Minuten sind als Tondokument überliefert. Obwohl die ursprüngliche Empfehlung lebenslange Freiheitsstrafe lautete, wurden beide Angeklagten am 23. September wegen „Boykotthetze“ nach Artikel 6 der Verfassung der DDR zum Tode verurteilt. Es waren das achte und das neunte Todesurteil des Jahres 1955 in diesem Gericht. Die Gnadengesuche lehnte DDR-Präsident Wilhelm Pieck am 11. November ab.
Beide Urteile wurden am 23. November 1955 in der Zentralen Hinrichtungsstätte der DDR in der Untersuchungshaftanstalt Dresden I durch das Fallbeil vollstreckt und die Leichname eingeäschert. Am 12. Oktober 1955 schloss die Stasi den Fall „Sylvester“ offiziell ab.
Die Öffentlichkeit erfuhr von dem Prozess, dem Urteil und der Hinrichtung erst Monate später. Noch im Frühjahr 1956 wussten die Angehörigen nichts über den Verbleib von Barczatis und Laurenz. Ellis jüngere Schwester Herta Barczatis berichtete einem Reporter der New York Times am 7. März, sie habe erfahren, dass ihre Schwester als „Spionin für die Vereinigten Staaten“ zum Tode verurteilt worden sei, und sie „vermute“, dass sie hingerichtet worden sei.

## Bewertung und juristische Aufarbeitung
Während die DDR-Presse nicht über den Fall Barczatis berichten durfte (der Prozess unterlag der Geheimhaltung), verkündete sie im Rahmen einer größeren Enttarnungsaktion die erfolgreiche Verhaftung von mehr als 1000 westlichen Spionen. Die meisten davon waren keine Spione, sondern nur Instrumente der Politik.
Die Bewertung des nachrichtendienstlichen Werts von Elli Barczatis für die Bundesrepublik ist uneinheitlich. Einerseits wird Barczatis als wichtige Agentin bezeichnet; der ehemalige BND-Chef Reinhard Gehlen nannte Elli Barczatis in seinen 1971 erschienenen Memoiren sogar eine „der ersten wichtigen Verbindungen im anderen Teil Deutschlands“ und dankte ihr – die von der Kooperation gar nichts wusste – für ihre „hingebungsvolle und erfolgreiche Tätigkeit“. Andererseits standen die meisten der vor Gericht besprochenen Fakten, die Barczatis über Karl Laurenz an Gehlens Dienst lieferte, wenige Tage später, manche schon vorher in den Zeitungen in Ost und West oder wurden im „Rundfunk im amerikanischen Sektor“ RIAS gesendet. Die Mehrzahl der Informationen betraf angekündigte Besuche bei Grotewohl – Tatsachen, die in Westdeutschland weitgehend bekannt waren. Von vermutlich höherem nachrichtendienstlichem Wert waren Informationen über Probleme in DDR-Betrieben (wie Lieferengpässe bestimmter Grundstoffe) sowie Probleme bei der Ernährung der Bevölkerung. Unzufriedenheit herrschte laut Barczatis’ Aussage vor Gericht zum Beispiel bei den Dresdner Bäckern Weihnachten 1953:

„Mein dienstlicher Auftrag lautete, zu überprüfen, ob die Versorgung der Bevölkerung mit dem sogenannten Weihnachtsteller – das war vor Weihnachten 1953 –, also die Versorgung der Bevölkerung mit Südfrüchten, Rosinen, Mandeln gesichert ist. Die vorgesehenen, geplanten Mengen waren eingegangen, es waren aber insofern doch Planfehler unterlaufen, als gerade in diesem Kreis, dass man in diesem Kreis nicht die lokalen Verhältnisse bedacht hatte, gerade in diesem Kreis, in dem die Dresdner Stolle gebacken wird, die unendlich viel Rosinen benötigt, ja, da hat man nicht dran gedacht und diesem Kreis, diesem Bezirk die gleiche Menge Rosinen zugeteilt wie anderen Bezirken, wo diese Traditionen nicht üblich sind.“

Die beisitzende Richterin Helene Heymann (zum Zeitpunkt des Prozesses Helene Kleine) musste sich 1995 wegen Totschlags, Freiheitsberaubung und Rechtsbeugung vor dem Landgericht Berlin verantworten. Weil sie wissentlich zu hohe Strafen verhängte, erhielt sie eine Freiheitsstrafe von fünf Jahren, deren Vollstreckung jedoch ausgesetzt wurde.
Elli Barczatis wurde am 28. November 2006 durch das Landgericht Berlin strafrechtlich rehabilitiert.

## Originaldokumente
| Beobachtungsprotokoll der Staatssicherheit 8. bis 10. Februar 1951      | |
|                                                                         | „Beobachtungen. In der Zeit vom 8.2.51 bis 12.2.51 wurden von der Abteilung VIII Beobachtungen mit folgendem Ergebnis durchgeführt: Am 8.2.1951 - 18.55 Uhr - Barczatis verlässt den Amtssitz und geht durch folgende Strassen: Prinz-Albrecht-Str., Stresemannstr., S-Bahnhof Potsdamer Platz. 19.05 Uhr steigt sie in den Zug in Richtung Stahnsdorf. Da nächste Station Westsektor, wurde die Beobachtung abgebrochen. Am 9.2.1951 - Barczatis verlässt 17.43 den Amtssitz, und unterhält sich mit dem Fahrer des Wagens BMW, GB-066-411, der vor dem Amtssitz parkte. 17.47 das Objekt besteigt gemeinsam mit einem Herrn und einer Dame, welche aus dem Eingang des Förderungsausschuss kamen, den obengenannten Wagen. Der Wagen verläßt den Amtssitz um 17.48 Uhr durch den Ausgang Leipziger Str. 17.55 Uhr wurde die Beobachtung abgebrochen. Am 9.2.1951 - ab S-Bahnhof Spindlersfeld - 19.23 Uhr - das Objekt verlässt den Zug aus Richtung Schönweide und geht die Bahnhofstr. entlang, überquert die Oberspreestr. und biegt in die Westendstr. ein und geht weiter zur Rudower-Str. - 19.29 Uhr betritt sie das Haus Rudower-Str. 52.“ – Quelle: BStU MfS 57/56 Band 1, S. 89f. Schreibmaschinen-Dokument. Ausschnitt der Tage 8. und 9. Februar 1951. Alle typografischen Eigenheiten und Fehler sind aus dem Originalprotokoll übernommen. |
| Eröffnung des offiziellen Ermittlungsvorgangs „Sylvester“ 26. Juni 1951 | |
|                                                                         | „Deutsche Demokratische Republik. Ministerium für Staatssicherheit. Beschluß über das Anlegen eines Gruppenvorganges Gr.V.44/51. Berlin, den 26.6.51. Über: Frl. Barczatis Elli, Geburtstag 7.1.1912, Geburtsort Berlin, Wohnadresse Berlin Köpenick [Straßenname von BStU geschwärzt] Der/Die Barczatis, heutige Sekretärin bei Herrn Grotewohl wurde beobachtet, wie sie in der HO Gaststätte Leipzigerstr. einen Herrn Laurenz, mit welchem sie früher in der Hauptverwaltung Kohle zusammen beschäftigt war, unter verdächtigen Umständen ein Aktenbündel übergab. Laurens war Mitglied der SED und wurde ausgeschlossen. Er macht sich verdächtig, indem er versucht Verhältnisse mit weiblichen Mitarbeiterinnen anzuknüpfen. Im Zusammenhang damit ist über Barczatis / Laurenz / Rettschlag der der Zugehörigkeit zu einer Agententätigkeit verdächtigt ist, ein Gruppenvorgang anzulegen und die notwendigen Maßnahmen zu ergreifen. Der Vorgang ist in der Abteilung Erfassung und Statistik unter der Bezeichnung Sylvester zu führen. [unterzeichnet] Der Mitarbeiter: Böhm. Der Leiter: Keuscher. Bestätigt 28.6.51 Mielke“ – Quelle: BStU MfS 57/56 Band 1, S. 67f. Schreibmaschinen-Dokument. Alle typografischen Eigenheiten und Fehler sind aus dem Originalprotokoll übernommen. |
| Telefonüberwachungsbericht der Staatssicherheit 21. April 1953          | |
|                                                                         | „Hauptabteilung S. Berlin, den 21.4.1953. Az.: 168/73 Bg X/6 Bericht über eine Unterhaltung zwischen einem Herrn aus Potsdam und einer Dame am 16.4.1953 um 19.25 Uhr. Der Herr fragt die Dame, wie es ihr ginge. Diese sagt darauf, dass sie heute Prüfungsarbeit geschrieben haben. Ihr wäre richtig schlecht vor Aufregung gewesen. Sie wäre also dann am Sonnabend um 3/4 4 Uhr in Grünau. Sie fragt, ob sie gleich gehen wollten, oder ob sie erst die Tasche nach Hause bringen sollte, und wo sie sich dann treffen wollten. Der Herr meint, dass sie gleich weiter gehen und dass sie sich im Maulwurf (oder ein ähnliches Wort) treffen wollten. Die Dame meint, dass sie sich lieber an der Strassenbahn treffen wollten. Darauf sagt der Herr, falls es regnen sollte, dann ginge er schon vor ins Gesellschaftshaus. Die Dame ist damit einverstanden und bittet ihn, er möchte ihr für eine Bekannte eine kleine Packung Otalgan besorgen. Der Herr fragt, ob das hier oder dort sei. Die Dame meint, dass es dort sei. Der Herr sagt, dass dann alles klar wäre. Daraufhin sagt die Dame nochmals, dass sie sich entweder an der Strassenbahn oder bei schlechtem Wetter im Gesellschaftshaus im Gesellschaftshaus treffen würden. Sie verabschieden sich voneinander. [unterzeichnet] Oberstleutnant“ – Quelle: BStU MfS 57/56 Band 2, S. 136. Schreibmaschinen-Dokument. Alle typografischen Eigenheiten und Fehler sind aus dem Originalprotokoll übernommen. |
| Anklage 16. Juli 1955                                                   | |
|                                                                         | „Der Generalstaatsanwalt der Deutschen Demokratischen Republik - I a 27/55 Berlin, den 16. Juli 1955 An das Oberste Gericht der Deutschen Demokratischen Republik - I. Strafsenat - Berlin N4, Scharnhorststr. 34 Anklage Ich klage an: 1) Laurenz, Karl, geb. am 11.9.1905 in Brünn, Beruf: Jurist und Journalist, zuletzt tätig als freischaffender Übersetzer, wohnhaft: Berlin-Pankow [Straße von BStU geschwärzt], Staatsangehörigkeit: deutsch, Vorstrafen: 5 Monate Gefängnis wegen Begünstigung, in dieser Sache in Haft seit dem 5.3.1955 2) Barczatis, Elli, Helene, geb. am 7.1.1912 in Berlin, Beruf: kaufmännische Angestellte, zuletzt tätig als Referentin im Büro des Präsidiums des Ministerrats der DDR, wohnhaft: Berlin - Köpenick, [Straße von BStU geschwärzt], Staatsangehörigkeit: deutsch, Vorstrafen: keine, in der Sache in Haft seit dem 5.3.1955 [Seite 2 und 3, hier nicht abgebildet:] Beide Beschuldigten haben sich schwerster Verbrechen am deutschen Volk schuldig gemacht. Sie handelten im Auftrage der Spionageorganisation Gehlen und leisteten den amerikanischen und deutschen Imperialisten Handlangerdienste bei ihren verbrecherischen Bestrebungen zur Vertiefung der Spaltung Deutschlands und zur Entfesselung eines neuen Krieges. Sie sind Feinde der Arbeiterklasse und der Deutschen Demokratischen Republik. [...] Ich beantrage 1. Das Hauptverfahren vor dem I. Strafsenat des Obersten Gerichts der Deutschen Demokratischen Republik zu eröffnen, 2. Termin zur Hauptverhandlung unter Ausschluß der Öffentlichkeit anzuberaumen, 3. die Fortdauer der Untersuchungshaft zu beschliessen.“ – Quelle: BStU MfS AU 406/55, Band 3, S. 38ff. Schreibmaschinen-Dokument. Alle typografischen Eigenheiten und Fehler sind aus dem Originaldokument übernommen. |
| Todesurteile 23. September 1955                                         | |
|                                                                         | „Oberstes Gericht der Deutschen Demokratischen Republik 1. Strafsenat 1 Zst (I) 7/55 Im Namen des Volkes In der Strafsache gegen 1. Laurenz, Karl [...], 2. Barczatis, Elli, Helene [...] wegen Verbrechen gegen Art. 6 der Verfassung der Deutschen Demokratischen Republik hat das Oberste Gericht der Deutschen Demokratischen Republik durch den 1. Strafsenat in der Sitzung vom 23. September 1955, an der teilgenommen haben: Vizepräsident Ziegler als Vorsitzender, Oberrichter Dr. Löwenthal, Oberrichter Frau Kleine als beisitzende Richter, Staatsanwalt Lindner als Vertreter des Generalstaatsanwalts der Deutschen Demokratischen Republik, Hauptsachbearbeiter Klenke als Protokollführer, für Recht erkannt: Wegen Verbrechens gegen Artikel 6 der Verfassung der Deutschen Demokratischen Republik werden verurteilt: der Angeklagte L a u r e n z zum T o d e, die Angeklagte B a r c z a t i s zum T o d e . Die Angeklagten haben die Kosten des Verfahrens zu tragen. Gründe [...]“ – Quelle: BStU MfS AU 406/55, Band 3, S. 132. Schreibmaschinen-Dokument, Fotokopie der Abschrift. Alle typografischen Eigenheiten und Fehler sind aus dem Originaldokument übernommen. |
| Vollstreckungsprotokoll der Hinrichtung 23. November 1955               | |
|                                                                         | „Untersuchungshaftanstalt I Dresden, George-Bähr-Str. 5 Dresden, den 23.11.1955 Vollstreckungsprotokoll In der Strafsache gegen B a r c z a t i s, Elli, geb. 7.1.1912, vom Obersten Gericht der DDR, 1. Strafsenat, wegen Verbrechen gegen Artikel 6 der Verfassung der DDR am 23.9.1955 zum Tode verurteilt, wurde am 22.11.1955 nach Feststellung der Personengleichheit 22.00 Uhr die Verkündung durch Gen. Staatsanwalt J a h n k e als Vertreter des Generalstaatsanwaltes im Beisein des Gen. VP.-Rat J o n a k als Vertreter der Vollstreckungsbehörde vorgenommen. Der Verurteilten wurde mitgeteilt, daß ihr Gnadengesuch abgelehnt wurde und die Vollstreckung am 23.11.1955 in den Morgenstunden stattfindet. Die Verurteilte nahm die Verkündung gefaßt entgegen und erbat sich auf Befragen an ihre Angehörigen Schreiben zu dürfen. Ebenso erbat sie Rauchware. Beide Wünsche wurden ihr gewährt. Die Verurteilte verbrachte die Nacht mit Rauchen und Schreiben. Sie verhielt sich ruhig und bereitete keinerlei Schwierigkeiten. Um 2.55 Uhr wurde sie gefesselt und ihr die Nackenhaare kurz geschnitten. Anschließend wurde sie gegen 3.00 Uhr in den Richtraum gebracht, wo ihr nochmals vom Anstaltsleiter im Beisein des Gen. Hauptarztes Dr. Skrobeck das Urteil kurz verkündet wurde und sie anschließend dem Scharfrichter übergeben. Die Vollstreckung nahm ca. 3 Sek. in Anspruch. Nach erfolgter Ausfertigung sämtlicher vorgeschriebener Papiere wurde die Leiche im VP.-eigenen Kfz. mit der Freigabebescheinigung des Bezirksstaatsanwaltes nach dem Krematorium Tolkewitz gebracht und die Einäscherung im Beisein des Gen. VP.Hwm. Bachmann vollzogen. als Vertreter des Generalstaatsanwaltes [Unterschrift] Jahnke, Staatsanwalt als Vertreter der Vollstreckungsbehörde [Unterschrift] Jonak, VP.-Rat“ – Quelle: BStU MfS AU 406/55, Band 3, S. 140. Schreibmaschinen-Dokument. Alle typografischen Eigenheiten und Fehler sind aus dem Originalprotokoll übernommen. |